# 1070-ті до н. е.

## Події
- Початок Третього перехідного періоду в Єгипті;
- Бл. 1074 до н. е. Ашшур-бел-кала, цар Ассирії сходить на трон.

## Правителі
- фараони Єгипту Рамсес XI та Смендес;
- царі Ассирії Тіглатпаласар І, Ашаред-апал-Екур та Ашшур-бел-кала;
- цар Вавилонії Мардук-шапік-зері;
- ван династії Шан Чжоу-сінь, Китай.